# Depilació

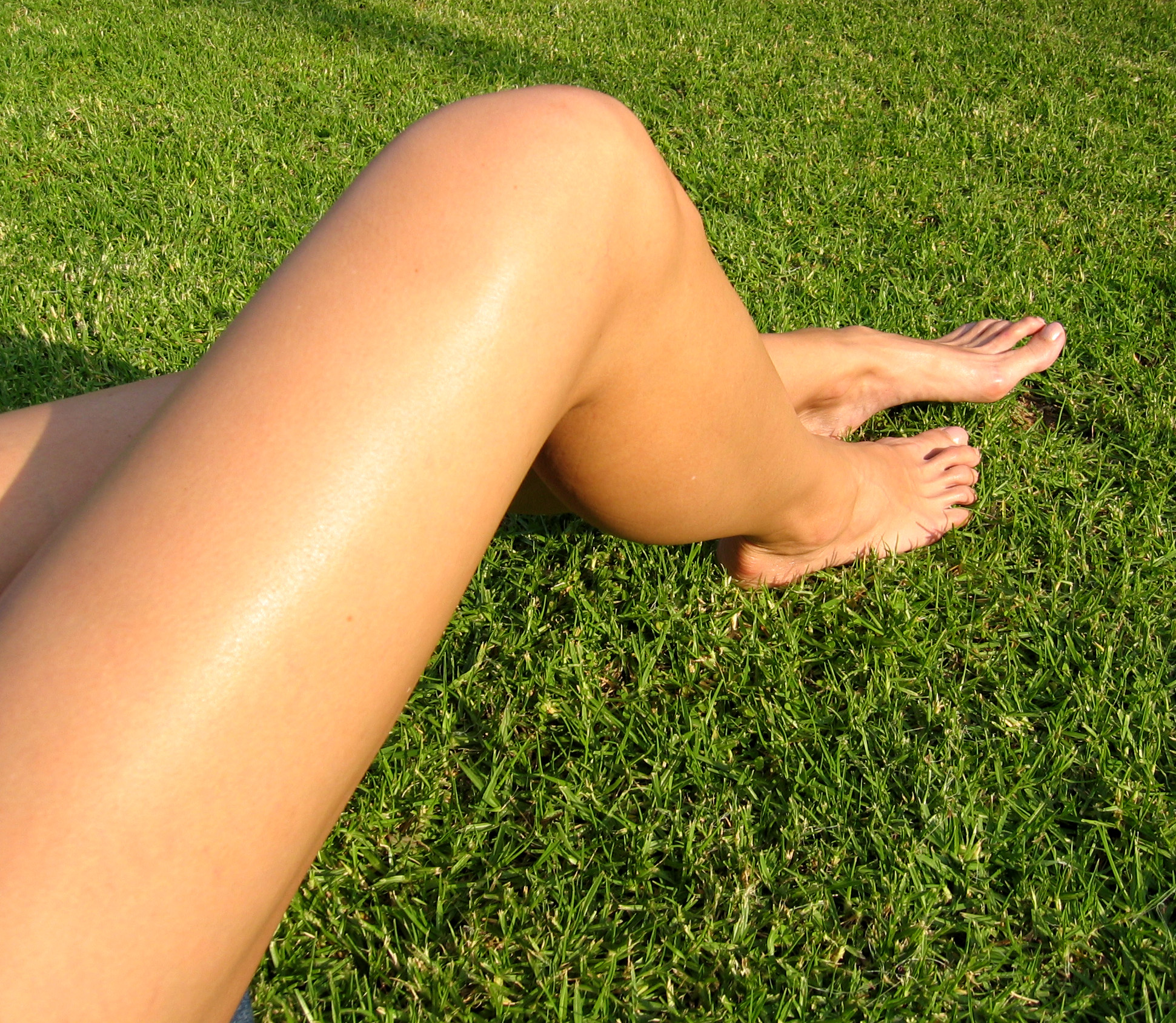
Cames de dona depilades.

La depilació és una tècnica que consisteix a eliminar el pèl moixí d'alguna zona del cos, particularment de l'ésser humà. És habitual entre les dones occidentals, però cada cop és més comú entre els homes.
Consisteix a arrencar les vellositats d'àrees determinades, com ara facials, púbiques, etcètera.
Hom desitja que el capil·lar sigui arrencat des de l'arrel, perquè no torni a créixer, i aconseguir així que el procediment no hagi de ser repetit innecessàriament. La depilació pot ser molt dolorosa tot depenent de l'àrea on s'eliminarà el pèl moixí.

## Mètodes
Els més habituals són la cera (gelada, tèbia o calenta), la crema depilatòria, l'afaitat o l'ús d'aparells de depilació o fulla d'afaitar. També hi ha uns altres mètodes més duradors o definitius com ara la depilació làser, la fotodepilació o la depilació mitjançant una agulla electrificada.
Hom coneix col·loquialment com depilació brasilera la tècnica de depilació aplicada específicament a l'àrea d'entre les natges i també propera a l'anus. Una de les raons per les quals pot ser efectuada, és per a usar posteriorment un tanga.
El mètode de depilació pot involucrar agents adhesius. Un cas és el d'aplicar cera calenta a l'àrea a tractar, i procedir amb un decisiu arrencament després que aquesta s'hagi gelat.
El mètode manual consisteix, habitualment auxiliat per unes pinces fines, a arrencar pèl a pèl. Aquest mètode és més freqüent per depilar zones petites o detalls, com donar forma a les celles.
Una altra manera de depilació és aplicar algun producte que causi que la vellositat caigui, però aquesta depilació pot ser més temporal, ja que les arrels queden intactes.
Un altre mètode és la depilació elèctrica (DED)
És l'eliminació definitiva del pèl indesitjat. La DED continua sent avui dia l'únic mètode veritable d'eliminació definitiva del pèl i l'únic tractament definitiu reconegut per la FDA (Food and Drug Administration). La DED elimina qualsevol mena i color de pèl (negre, pèl-roig, ros i blanc) i tracta tots els tipus de pell sigui el que sigui el seu color (negra, bruna, bronzejada, blanca).
La DED és ideal també per a totes aquelles persones amb pèl després d'un tractament de fotodepilació amb IPL o amb LASER, alguna cosa que sol ser bastant freqüent a causa que la fotodepilació no és definitiva.
Més d'un segle d'història ha demostrat que la DED és totalment segura. A més, la seva eficàcia ha estat científicament demostrada en nombrosos treballs clínics tant dins com fora d'Espanya. Cap altre mètode pot, en l'actualitat, presumir d'aquest èxit universal. La Depilació Elèctrica és l'únic mètode reconegut com a definitiu (Permanent Hair Removal) per la FDA (Food and Drug Administration), agència estatal nord-americana i per la prestigiosa AMA (American Medical Association). Cap aparell de fotodepilació ha estat fins ara catalogat com a definitiu per aquest organisme oficial del govern dels EUA. Alguns aparells d'IPL o LASER han estat catalogats com Permanent Hair Reduction, la qual cosa significa Reducció Permanent del Pèl. En aquestes valoracions oficials pot observar-se la gran diferència entre la DED (Eliminació Permanent del Pèl) i la fotodepilació (Reducció permanent del pèl) i es pot deduir que fins ara cap aparell de fotodepilació pot garantir una depilació definitiva.

### En què consisteix
En l'eliminació completa de totes aquelles cèl·lules capaces d'originar el recreixement d'un nou pèl. Per a això es canalitza pel fol·licle pilós que allotja el pèl (obertura natural de la pell) un fi filament metàl·lic a través del qual es fa passar una petita quantitat d'energia, suficient per aconseguir que el pèl no torni a créixer més. És requisit indispensable que la canalització sigui perfecta en el fol·licle, ja que d'això depèn en gran manera l'èxit del tractament. Per això és tan important l'ús d'aparells que ens permetin veure amb claredat l'obertura del fol·licle i el pèl. Això i l'ús d'un aparell computeritzat que allibera l'energia exacta que el fol·licle necessita fan que els tractaments siguin bastant confortables pel client.
Existeixen 3 mètodes de DED
- Electròlisi: aconsegueix excel·lents resultats a causa d'una reacció química produïda dins del fol·licle pilós. Va ser el mètode original encara que avui dia pràcticament no s'utilitza pel fet que és molt lent. És, no obstant això, altament efectiu.
- Termòlisi: produeix calor. És un mètode molt més ràpid. Avui dia és el mètode més utilitzat i d'ús més estès. Existeixen diverses submodalitats com la flaix, superflash, microflash, picoflash, etc.
- Blend: És una barreja dels 2 anteriors. En alguns estudis s'ha demostrat com el més eficaç, ja que combina els beneficis d'ambdós mètodes.

## La depilació en diferents cultures

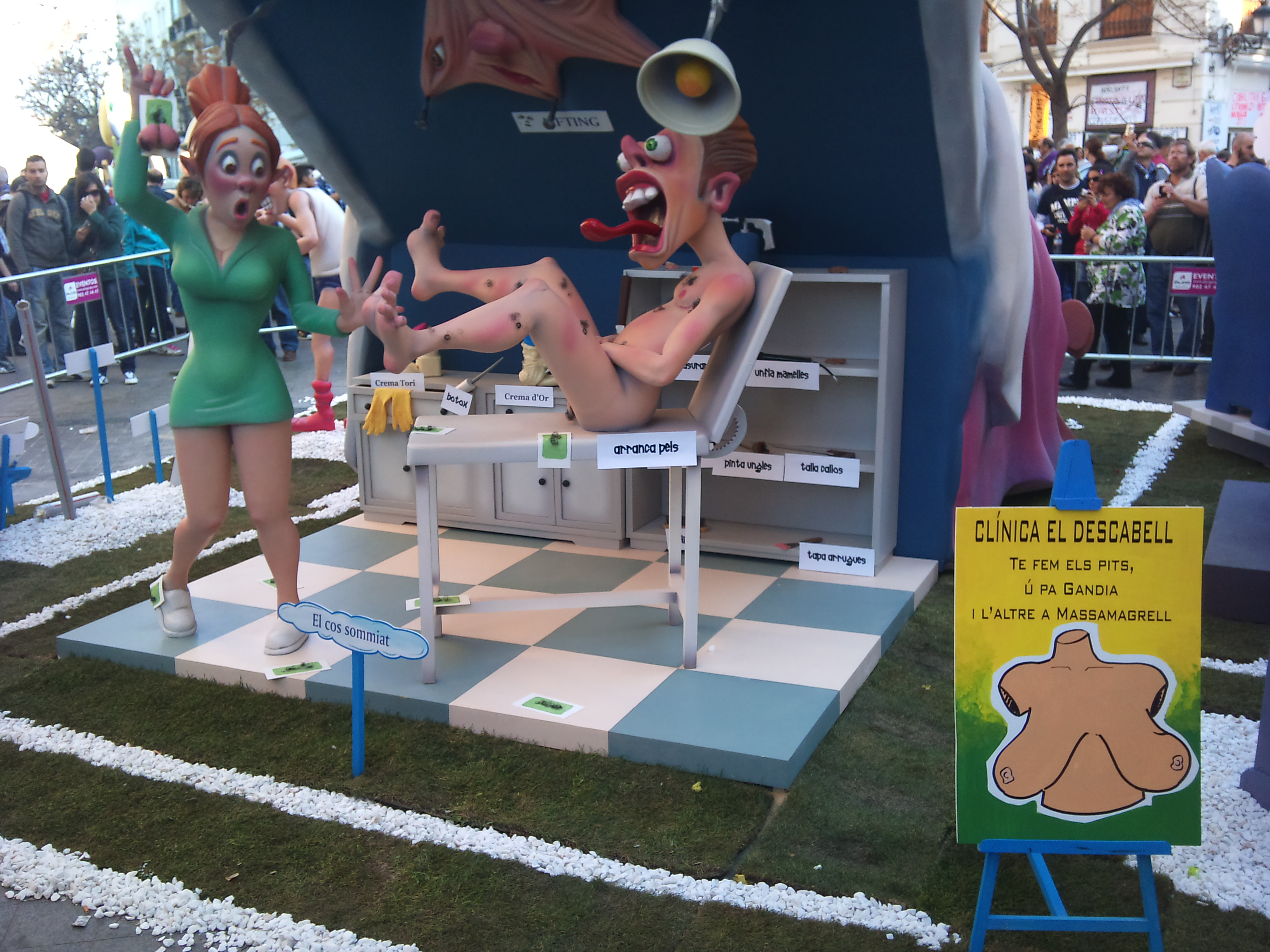
Ninot faller aŀlussiu a la depilació.

El gust per la depilació és un resultat de la concepció d'estètica que construeix cada cultura, per la qual cosa hom la pot considerar com un tret social diferent en cada comunitat. En algunes zones geogràfiques no es dona importància a tenir una mica de pèl moixí, com ara el cas del borrissol del bigoti a França. Tampoc no es depilen les aixelles les dones. En altres llocs fins i tot és apreciat tenir més pèl moixí que la mitjana, com el pèl púbic femení al Japó.